# صالح أباد (جمع أبرود)
صالح أباد (بالفارسية: صالح‌آباد) هي قرية تقع في إيران في قسم جمع أبرود الريفي. يقدر عدد سكانها بـ 28 نسمة .